# Mistrzostwa Europy w Piłce Siatkowej Mężczyzn 2017 (eliminacje)
Eliminacje do Mistrzostw Europy w Piłce Siatkowej Mężczyzn 2017 odbywały się w trzech rundach kwalifikacyjnych, brało w nich udział 31 reprezentacji. Eliminacje wyłoniły 9 najlepszych zespołów, które awansowały do Mistrzostw Europy w Piłce Siatkowej Mężczyzn 2017.
Bezpośredni awans jako gospodarz turnieju uzyskała reprezentacja Polski oraz 6 najlepszych reprezentacji Mistrzostw Europy 2015.

## System rozgrywek
Eliminacje składały się z trzech rund. W pierwszej rundzie brało udział 12 zespołów podzielonych na 3 grupy, mecze w grupach odbywały się w systemie każdy z każdym, awans do drugiej rundy uzyskały zwycięzcy grup oraz dwie najlepsze zespoły z drugich miejsc. W drugiej rundzie eliminacji brały udział 24 zespoły podzielone na 6 grup. Każda z grup zagrała dwa turnieje, mecze tak samo jak w rundzie pierwszej odbywały się systemem kołowym. Zwycięzcy grup awansowały bezpośrednio do Mistrzostw Europy a zespoły z drugich miejsc zagrały w rundzie trzeciej (barażu). W rundzie trzeciej rywalizacja toczyła się w systemie dwumeczu. Zwycięzcy dwumeczów uzupełniły stawkę finalistów Mistrzostw Europy.

## Drużyny uczestniczące
Reprezentacje grające od pierwszej rundy

- Anglia
- Austria
- Azerbejdżan
- Gruzja
- Izrael
- Litwa
- Luksemburg
- Mołdawia
- Norwegia
- Szwajcaria
- Szwecja
- Węgry

Reprezentacje grające od drugiej rundy

- Belgia
- Białoruś
- Chorwacja
- Czarnogóra
- Czechy
- Dania
- Estonia
- Finlandia
- Grecja
- Hiszpania
- Holandia
- Niemcy
- Łotwa
- Macedonia Północna
- Portugalia
- Rumunia
- Słowacja
- Turcja
- Ukraina

## Pierwsza runda

### Grupa 1
New Volleyball Arena, Tbilisi, Gruzja
Tabela
| Lp. | Drużyna     | Mecze | Mecze   | Mecze   | Pkt | Sety | Sety | Sety  | Małe punkty | Małe punkty | Małe punkty |
| Lp. | Drużyna     | M     | W (3:2) | P (2:3) | Pkt | wyg. | prz. | ratio | zdob.       | str.        | ratio       |
| --- | ----------- | ----- | ------- | ------- | --- | ---- | ---- | ----- | ----------- | ----------- | ----------- |
| 1   | Szwecja     | 3     | 3 (2)   | 0 (0)   | 7   | 9    | 4    | 2.250 | 292         | 246         | 1.187       |
| 2   | Szwajcaria  | 3     | 2 (0)   | 1 (1)   | 7   | 8    | 3    | 2.667 | 238         | 207         | 1.150       |
| 3   | Azerbejdżan | 3     | 1 (0)   | 2 (1)   | 4   | 5    | 6    | 0.833 | 236         | 235         | 1.004       |
| 4   | Gruzja      | 3     | 0 (0)   | 3 (0)   | 0   | 0    | 9    | 0.000 | 147         | 225         | 0.653       |

Źródło: cev.lu
Punktacja: 3:0 i 3:1 – 3 pkt; 3:2 – 2 pkt; 2:3 – 1 pkt; 1:3 i 0:3 – 0 pkt
Zasady ustalania kolejności: 1. liczba zwycięstw; 2. liczba punktów; 3. stosunek setów; 4. stosunek małych punktów; 5. bilans w bezpośrednich meczach
     awans do drugiej rundy kwalifikacji
Wyniki
| Data  | Godz. | Drużyna 1   | Wynik | Drużyna 2   | 1     | 2     | 3     | 4     | 5     | Widzów | * |
| ----- | ----- | ----------- | ----- | ----------- | ----- | ----- | ----- | ----- | ----- | ------ | - |
| 19.05 | 15:30 | Szwecja     | 3:2   | Azerbejdżan | 25:16 | 21:25 | 25:23 | 24:26 | 15:12 | 100    | 1 |
| 19.05 | 18:30 | Gruzja      | 0:3   | Szwajcaria  | 13:25 | 12:25 | 16:25 |       |       | 600    | 2 |
| 20.05 | 15:30 | Azerbejdżan | 0:3   | Szwajcaria  | 20:25 | 18:25 | 21:25 |       |       | 100    | 3 |
| 20.05 | 18:30 | Szwecja     | 3:0   | Gruzja      | 25:19 | 25:19 | 25:18 |       |       | 500    | 4 |
| 21.05 | 15:30 | Szwajcaria  | 2:3   | Szwecja     | 25:18 | 12:25 | 12:25 | 25:23 | 14:16 | 200    | 5 |
| 21.05 | 18:30 | Azerbejdżan | 3:0   | Gruzja      | 25:21 | 25:17 | 25:12 |       |       | 500    | 6 |

### Grupa 2
d’Coque „Gymnase”, Luksemburg, Luksemburg
Tabela
| Lp. | Drużyna    | Mecze | Mecze   | Mecze   | Pkt | Sety | Sety | Sety  | Małe punkty | Małe punkty | Małe punkty |
| Lp. | Drużyna    | M     | W (3:2) | P (2:3) | Pkt | wyg. | prz. | ratio | zdob.       | str.        | ratio       |
| --- | ---------- | ----- | ------- | ------- | --- | ---- | ---- | ----- | ----------- | ----------- | ----------- |
| 1   | Austria    | 3     | 3 (1)   | 0 (0)   | 8   | 9    | 3    | 3.000 | 274         | 220         | 1.245       |
| 2   | Mołdawia   | 3     | 2 (0)   | 1 (1)   | 7   | 8    | 3    | 2.667 | 243         | 202         | 1.203       |
| 3   | Luksemburg | 3     | 1 (1)   | 2 (0)   | 2   | 4    | 8    | 0.500 | 242         | 266         | 0.910       |
| 4   | Litwa      | 3     | 0 (0)   | 3 (1)   | 1   | 2    | 9    | 0.222 | 188         | 259         | 0.726       |

Źródło: cev.lu
Punktacja: 3:0 i 3:1 – 3 pkt; 3:2 – 2 pkt; 2:3 – 1 pkt; 1:3 i 0:3 – 0 pkt
Zasady ustalania kolejności: 1. liczba zwycięstw; 2. liczba punktów; 3. stosunek setów; 4. stosunek małych punktów; 5. bilans w bezpośrednich meczach
     awans do drugiej rundy kwalifikacji
Wyniki
| Data  | Godz. | Drużyna 1  | Wynik | Drużyna 2  | 1     | 2     | 3     | 4     | 5     | Widzów | * |
| ----- | ----- | ---------- | ----- | ---------- | ----- | ----- | ----- | ----- | ----- | ------ | - |
| 20.05 | 17:00 | Austria    | 3:2   | Mołdawia   | 19:25 | 25:17 | 21:25 | 25:15 | 15:11 | 70     | 1 |
| 20.05 | 19:30 | Luksemburg | 3:2   | Litwa      | 25:23 | 25:13 | 20:25 | 24:26 | 15:10 | 350    | 2 |
| 21.05 | 17:00 | Mołdawia   | 3:0   | Litwa      | 25:13 | 25:19 | 25:16 |       |       | 55     | 3 |
| 21.05 | 19:30 | Austria    | 3:1   | Luksemburg | 25:22 | 19:25 | 25:20 | 25:17 |       | 260    | 4 |
| 22.05 | 15:30 | Litwa      | 0:3   | Austria    | 14:25 | 16:25 | 13:25 |       |       | 60     | 5 |
| 22.05 | 18:00 | Mołdawia   | 3:0   | Luksemburg | 25:15 | 25:14 | 25:20 |       |       | 300    | 6 |

### Grupa 3
Sotra Arena, Straume, Norwegia
Tabela
| Lp. | Drużyna  | Mecze | Mecze   | Mecze   | Pkt | Sety | Sety | Sety  | Małe punkty | Małe punkty | Małe punkty |
| Lp. | Drużyna  | M     | W (3:2) | P (2:3) | Pkt | wyg. | prz. | ratio | zdob.       | str.        | ratio       |
| --- | -------- | ----- | ------- | ------- | --- | ---- | ---- | ----- | ----------- | ----------- | ----------- |
| 1   | Izrael   | 3     | 3 (1)   | 0 (0)   | 8   | 9    | 3    | 3.000 | 279         | 240         | 1.163       |
| 2   | Norwegia | 3     | 2 (1)   | 1 (1)   | 6   | 8    | 6    | 1.333 | 310         | 279         | 1.111       |
| 3   | Anglia   | 3     | 1 (1)   | 2 (0)   | 2   | 5    | 8    | 0.625 | 260         | 302         | 0.861       |
| 4   | Węgry    | 3     | 0 (0)   | 3 (2)   | 2   | 4    | 9    | 0.444 | 266         | 294         | 0.905       |

Źródło: cev.lu
Punktacja: 3:0 i 3:1 – 3 pkt; 3:2 – 2 pkt; 2:3 – 1 pkt; 1:3 i 0:3 – 0 pkt
Zasady ustalania kolejności: 1. liczba zwycięstw; 2. liczba punktów; 3. stosunek setów; 4. stosunek małych punktów; 5. bilans w bezpośrednich meczach
     awans do drugiej rundy kwalifikacji
Wyniki
| Data  | Godz. | Drużyna 1 | Wynik | Drużyna 2 | 1     | 2     | 3     | 4     | 5     | Widzów | * |
| ----- | ----- | --------- | ----- | --------- | ----- | ----- | ----- | ----- | ----- | ------ | - |
| 20.05 | 15:30 | Węgry     | 0:3   | Izrael    | 24:26 | 18:25 | 17:25 |       |       | 100    | 1 |
| 20.05 | 18:00 | Norwegia  | 3:1   | Anglia    | 25:19 | 22:25 | 25:19 | 25:11 |       | 300    | 2 |
| 21.05 | 15:00 | Izrael    | 3:1   | Anglia    | 25:20 | 23:25 | 25:15 | 25:14 |       | 150    | 3 |
| 21.05 | 17:30 | Węgry     | 2:3   | Norwegia  | 25:20 | 25:21 | 20:25 | 17:25 | 13:15 | 500    | 4 |
| 22.05 | 15:00 | Anglia    | 3:2   | Węgry     | 25:17 | 26:28 | 28:26 | 18:25 | 15:11 | 100    | 5 |
| 22.05 | 17:30 | Izrael    | 3:2   | Norwegia  | 25:23 | 22:25 | 25:20 | 17:25 | 16:14 | 700    | 6 |

## Druga runda

### Grupa A
Tabela
| Lp. | Drużyna    | Mecze | Mecze   | Mecze   | Pkt | Sety | Sety | Sety   | Małe punkty | Małe punkty | Małe punkty |
| Lp. | Drużyna    | M     | W (3:2) | P (2:3) | Pkt | wyg. | prz. | ratio  | zdob.       | str.        | ratio       |
| --- | ---------- | ----- | ------- | ------- | --- | ---- | ---- | ------ | ----------- | ----------- | ----------- |
| 1   | Niemcy     | 6     | 6 (0)   | 0 (0)   | 18  | 18   | 1    | 18.000 | 470         | 344         | 1.366       |
| 2   | Hiszpania  | 6     | 3 (0)   | 3 (1)   | 10  | 12   | 11   | 1.091  | 513         | 499         | 1.028       |
| 3   | Czarnogóra | 6     | 3 (1)   | 3 (0)   | 8   | 10   | 11   | 0.909  | 432         | 469         | 0.921       |
| 4   | Szwajcaria | 6     | 0 (0)   | 6 (0)   | 0   | 1    | 18   | 0.056  | 370         | 473         | 0.782       |

Źródło: cev.lu
Punktacja: 3:0 i 3:1 – 3 pkt; 3:2 – 2 pkt; 2:3 – 1 pkt; 1:3 i 0:3 – 0 pkt
Zasady ustalania kolejności: 1. liczba zwycięstw; 2. liczba punktów; 3. stosunek setów; 4. stosunek małych punktów; 5. bilans w bezpośrednich meczach
     awans do Mistrzostw Europy 2017
     awans do baraży
Wyniki
I Turniej
 SC Moraca, Podgorica, Czarnogóra
| Data  | Godz. | Drużyna 1  | Wynik | Drużyna 2  | 1     | 2     | 3     | 4     | 5     | Widzów | * |
| ----- | ----- | ---------- | ----- | ---------- | ----- | ----- | ----- | ----- | ----- | ------ | - |
| 16.09 | 16:30 | Hiszpania  | 0:3   | Niemcy     | 23:25 | 23:25 | 16:25 |       |       | 50     | 1 |
| 16.09 | 19:00 | Czarnogóra | 3:0   | Szwajcaria | 25:21 | 25:23 | 25:18 |       |       | 1800   | 2 |
| 17.09 | 16:30 | Niemcy     | 3:0   | Szwajcaria | 25:22 | 25:16 | 25:16 |       |       | 55     | 3 |
| 17.09 | 19:00 | Hiszpania  | 2:3   | Czarnogóra | 25:22 | 24:26 | 16:25 | 25:23 | 13:15 | 2000   | 4 |
| 18.09 | 16:30 | Szwajcaria | 0:3   | Hiszpania  | 22:25 | 21:25 | 21:25 |       |       | 35     | 5 |
| 18.09 | 19:00 | Niemcy     | 3:0   | Czarnogóra | 25:18 | 25:21 | 25:18 |       |       | 2400   | 6 |

II Turniej
 Centro Insular de Deportes, Las Palmas de Gran Canaria, Hiszpania
| Data  | Godz. | Drużyna 1  | Wynik | Drużyna 2  | 1     | 2     | 3     | 4     | 5 | Widzów | *  |
| ----- | ----- | ---------- | ----- | ---------- | ----- | ----- | ----- | ----- | - | ------ | -- |
| 23.09 | 17:30 | Czarnogóra | 0:3   | Niemcy     | 13:25 | 11:25 | 15:25 |       |   | 450    | 7  |
| 23.09 | 20:00 | Hiszpania  | 3:1   | Szwajcaria | 25:21 | 23:25 | 25:18 | 25:15 |   | 1200   | 8  |
| 24.09 | 17:30 | Niemcy     | 3:0   | Szwajcaria | 25:20 | 25:14 | 25:18 |       |   | 450    | 9  |
| 24.09 | 20:00 | Czarnogóra | 1:3   | Hiszpania  | 18:25 | 25:20 | 17:25 | 15:25 |   | 900    | 10 |
| 25.09 | 15:30 | Szwajcaria | 0:3   | Czarnogóra | 14:25 | 22:25 | 23:25 |       |   | 200    | 11 |
| 25.09 | 18:00 | Niemcy     | 3:1   | Hiszpania  | 25:19 | 25:21 | 20:25 | 25:15 |   | 2100   | 12 |

### Grupa B
Tabela
| Lp. | Drużyna    | Mecze | Mecze   | Mecze   | Pkt | Sety | Sety | Sety  | Małe punkty | Małe punkty | Małe punkty |
| Lp. | Drużyna    | M     | W (3:2) | P (2:3) | Pkt | wyg. | prz. | ratio | zdob.       | str.        | ratio       |
| --- | ---------- | ----- | ------- | ------- | --- | ---- | ---- | ----- | ----------- | ----------- | ----------- |
| 1   | Finlandia  | 6     | 5 (0)   | 1 (0)   | 15  | 15   | 6    | 2.500 | 504         | 423         | 1.191       |
| 2   | Portugalia | 6     | 4 (1)   | 2 (0)   | 11  | 14   | 10   | 1.400 | 548         | 542         | 1.011       |
| 3   | Szwecja    | 6     | 3 (1)   | 3 (1)   | 9   | 12   | 12   | 1.000 | 528         | 535         | 0.987       |
| 4   | Dania      | 6     | 0 (0)   | 6 (1)   | 1   | 5    | 18   | 0.278 | 473         | 553         | 0.855       |

Źródło: cev.lu
Punktacja: 3:0 i 3:1 – 3 pkt; 3:2 – 2 pkt; 2:3 – 1 pkt; 1:3 i 0:3 – 0 pkt
Zasady ustalania kolejności: 1. liczba zwycięstw; 2. liczba punktów; 3. stosunek setów; 4. stosunek małych punktów; 5. bilans w bezpośrednich meczach
     awans do Mistrzostw Europy 2017
     awans do baraży
Wyniki
I Turniej
 Humlehøjhallen, Sønderborg, Dania
| Data  | Godz. | Drużyna 1  | Wynik | Drużyna 2  | 1     | 2     | 3     | 4     | 5     | Widzów | * |
| ----- | ----- | ---------- | ----- | ---------- | ----- | ----- | ----- | ----- | ----- | ------ | - |
| 16.09 | 16:00 | Portugalia | 3:0   | Finlandia  | 25:23 | 25:23 | 25:20 |       |       | 367    | 1 |
| 16.09 | 19:00 | Dania      | 0:3   | Szwecja    | 19:25 | 22:25 | 19:25 |       |       | 515    | 2 |
| 17.09 | 16:00 | Finlandia  | 3:1   | Szwecja    | 21:25 | 25:14 | 26:24 | 25:21 |       | 505    | 3 |
| 17.09 | 19:00 | Portugalia | 3:1   | Dania      | 23:25 | 25:23 | 28:26 | 25:15 |       | 650    | 4 |
| 18.09 | 16:00 | Szwecja    | 2:3   | Portugalia | 25:22 | 18:25 | 25:22 | 23:25 | 10:15 | 355    | 5 |
| 18.09 | 19:00 | Finlandia  | 3:1   | Dania      | 25:17 | 18:25 | 25:11 | 25:21 |       | 640    | 6 |

II Turniej
 Helsinki Icehall, Helsinki, Finlandia
| Data  | Godz. | Drużyna 1  | Wynik | Drużyna 2  | 1     | 2     | 3     | 4     | 5     | Widzów | *  |
| ----- | ----- | ---------- | ----- | ---------- | ----- | ----- | ----- | ----- | ----- | ------ | -- |
| 23.09 | 15:00 | Portugalia | 3:1   | Dania      | 25:22 | 25:21 | 22:25 | 25:23 |       | 500    | 7  |
| 23.09 | 18:00 | Finlandia  | 3:0   | Szwecja    | 25:22 | 25:15 | 25:22 |       |       | 2306   | 8  |
| 24.09 | 15:00 | Dania      | 2:3   | Szwecja    | 31:29 | 19:25 | 20:25 | 25:18 | 12:15 | 1500   | 9  |
| 24.09 | 18:00 | Portugalia | 1:3   | Finlandia  | 22:25 | 25:23 | 17:25 | 15:25 |       | 4328   | 10 |
| 25.09 | 16:00 | Dania      | 0:3   | Finlandia  | 14:25 | 20:25 | 18:25 |       |       | 2021   | 11 |
| 25.09 | 19:00 | Szwecja    | 3:1   | Portugalia | 22:25 | 25:22 | 25:17 | 25:23 |       | 250    | 12 |

### Grupa C
Tabela
| Lp. | Drużyna  | Mecze | Mecze   | Mecze   | Pkt | Sety | Sety | Sety  | Małe punkty | Małe punkty | Małe punkty |
| Lp. | Drużyna  | M     | W (3:2) | P (2:3) | Pkt | wyg. | prz. | ratio | zdob.       | str.        | ratio       |
| --- | -------- | ----- | ------- | ------- | --- | ---- | ---- | ----- | ----------- | ----------- | ----------- |
| 1   | Belgia   | 6     | 5 (1)   | 1 (0)   | 14  | 15   | 5    | 3.000 | 476         | 415         | 1.147       |
| 2   | Grecja   | 6     | 5 (1)   | 1 (0)   | 14  | 15   | 7    | 2.143 | 525         | 478         | 1.098       |
| 3   | Ukraina  | 6     | 2 (1)   | 4 (2)   | 7   | 10   | 15   | 0.667 | 535         | 555         | 0.964       |
| 4   | Mołdawia | 6     | 0 (0)   | 6 (1)   | 1   | 5    | 18   | 0.278 | 467         | 555         | 0.841       |

Źródło: cev.lu
Punktacja: 3:0 i 3:1 – 3 pkt; 3:2 – 2 pkt; 2:3 – 1 pkt; 1:3 i 0:3 – 0 pkt
Zasady ustalania kolejności: 1. liczba zwycięstw; 2. liczba punktów; 3. stosunek setów; 4. stosunek małych punktów; 5. bilans w bezpośrednich meczach
     awans do Mistrzostw Europy 2017
     awans do baraży
Wyniki
I Turniej
 Kozani New Indoor Sporthall, Kozani, Grecja
| Data  | Godz. | Drużyna 1 | Wynik | Drużyna 2 | 1     | 2     | 3     | 4     | 5     | Widzów | * |
| ----- | ----- | --------- | ----- | --------- | ----- | ----- | ----- | ----- | ----- | ------ | - |
| 16.09 | 18:00 | Mołdawia  | 2:3   | Ukraina   | 25:17 | 16:25 | 22:25 | 25:22 | 8:15  | 300    | 1 |
| 16.09 | 21:00 | Grecja    | 0:3   | Belgia    | 17:25 | 23:25 | 22:25 |       |       | 2000   | 2 |
| 17.09 | 18:00 | Ukraina   | 2:3   | Belgia    | 23:25 | 21:25 | 25:21 | 25:22 | 13:15 | 250    | 3 |
| 17.09 | 21:00 | Mołdawia  | 1:3   | Grecja    | 25:22 | 27:29 | 18:25 | 21:25 |       | 2000   | 4 |
| 18.09 | 18:00 | Belgia    | 3:0   | Mołdawia  | 25:18 | 25:14 | 25:19 |       |       | 300    | 5 |
| 18.09 | 21:00 | Ukraina   | 2:3   | Grecja    | 19:25 | 27:29 | 26:24 | 25:23 | 11:15 | 2000   | 6 |

II Turniej
 Lotto Arena, Merksem (Antwerpia), Belgia
| Data  | Godz. | Drużyna 1 | Wynik | Drużyna 2 | 1     | 2     | 3     | 4     | 5 | Widzów | *  |
| ----- | ----- | --------- | ----- | --------- | ----- | ----- | ----- | ----- | - | ------ | -- |
| 22.09 | 17:30 | Ukraina   | 3:1   | Mołdawia  | 25:19 | 25:23 | 23:25 | 25:18 |   | 350    | 7  |
| 23.09 | 15:00 | Grecja    | 3:1   | Mołdawia  | 25:22 | 21:25 | 25:22 | 25:15 |   | 225    | 8  |
| 23.09 | 20:00 | Belgia    | 3:0   | Ukraina   | 25:20 | 25:21 | 25:19 |       |   | 1825   | 9  |
| 24.09 | 17:30 | Grecja    | 3:0   | Belgia    | 25:19 | 25:22 | 25:21 |       |   | 4300   | 10 |
| 25.09 | 15:00 | Mołdawia  | 0:3   | Belgia    | 15:25 | 29:31 | 16:25 |       |   | 4450   | 11 |
| 25.09 | 20:00 | Ukraina   | 0:3   | Grecja    | 17:25 | 22:25 | 19:25 |       |   | 320    | 12 |

### Grupa D
Tabela
| Lp. | Drużyna   | Mecze | Mecze   | Mecze   | Pkt | Sety | Sety | Sety  | Małe punkty | Małe punkty | Małe punkty |
| Lp. | Drużyna   | M     | W (3:2) | P (2:3) | Pkt | wyg. | prz. | ratio | zdob.       | str.        | ratio       |
| --- | --------- | ----- | ------- | ------- | --- | ---- | ---- | ----- | ----------- | ----------- | ----------- |
| 1   | Słowacja  | 6     | 5 (0)   | 1 (0)   | 15  | 16   | 4    | 4.000 | 483         | 411         | 1.175       |
| 2   | Łotwa     | 6     | 5 (0)   | 1 (0)   | 15  | 15   | 6    | 2.500 | 501         | 447         | 1.121       |
| 3   | Izrael    | 6     | 2 (2)   | 4 (0)   | 4   | 7    | 16   | 0.438 | 464         | 533         | 0.871       |
| 4   | Chorwacja | 5     | 0 (0)   | 5 (2)   | 2   | 6    | 15   | 0.400 | 450         | 479         | 0.939       |

Źródło: cev.lu
Punktacja: 3:0 i 3:1 – 3 pkt; 3:2 – 2 pkt; 2:3 – 1 pkt; 1:3 i 0:3 – 0 pkt
Zasady ustalania kolejności: 1. liczba zwycięstw; 2. liczba punktów; 3. stosunek setów; 4. stosunek małych punktów; 5. bilans w bezpośrednich meczach
     awans do Mistrzostw Europy 2017
     awans do baraży
Wyniki
I Turniej
 Arena Poprad, Poprad, Słowacja
| Data  | Godz. | Drużyna 1 | Wynik | Drużyna 2 | 1     | 2     | 3     | 4     | 5     | Widzów | * |
| ----- | ----- | --------- | ----- | --------- | ----- | ----- | ----- | ----- | ----- | ------ | - |
| 16.09 | 15:30 | Łotwa     | 3:0   | Chorwacja | 25:19 | 25:21 | 25:19 |       |       | 70     | 1 |
| 16.09 | 18:00 | Słowacja  | 3:0   | Izrael    | 26:24 | 25:18 | 25:13 |       |       | 560    | 2 |
| 17.09 | 15:30 | Chorwacja | 2:3   | Izrael    | 25:19 | 25:21 | 22:25 | 18:25 | 16:18 | 100    | 3 |
| 17.09 | 18:00 | Łotwa     | 0:3   | Słowacja  | 25:27 | 21:25 | 21:25 |       |       | 1000   | 4 |
| 18.09 | 15:30 | Izrael    | 1:3   | Łotwa     | 18:25 | 25:20 | 20:25 | 19:25 |       | 70     | 5 |
| 18.09 | 18:00 | Chorwacja | 1:3   | Słowacja  | 21:25 | 25:18 | 24:16 | 22:25 |       | 950    | 6 |

II Turniej
 Dvorana „Gimnasium”, Rovinj, Chorwacja
| Data  | Godz. | Drużyna 1 | Wynik | Drużyna 2 | 1     | 2     | 3     | 4     | 5     | Widzów | *  |
| ----- | ----- | --------- | ----- | --------- | ----- | ----- | ----- | ----- | ----- | ------ | -- |
| 22.09 | 17:30 | Słowacja  | 1:3   | Łotwa     | 17:25 | 22:25 | 25:17 | 22:25 |       | 50     | 7  |
| 22.09 | 20:00 | Chorwacja | 2:3   | Izrael    | 20:25 | 25:20 | 25:20 | 23:25 | 13:15 | 150    | 8  |
| 23.09 | 17:30 | Izrael    | 0:3   | Łotwa     | 15:25 | 18:25 | 23:25 |       |       | 50     | 9  |
| 24.09 | 15:00 | Izrael    | 0:3   | Słowacja  | 21:25 | 19:25 | 18:25 |       |       | 50     | 10 |
| 24.09 | 17:30 | Łotwa     | 3:1   | Chorwacja | 25:23 | 20:25 | 25:14 | 27:25 |       | 125    | 11 |
| 25.09 | 17:30 | Chorwacja | 0:3   | Słowacja  | 16:25 | 17:25 | 14:25 |       |       | 50     | 12 |

### Grupa E
Tabela
| Lp. | Drużyna  | Mecze | Mecze   | Mecze   | Pkt | Sety | Sety | Sety  | Małe punkty | Małe punkty | Małe punkty |
| Lp. | Drużyna  | M     | W (3:2) | P (2:3) | Pkt | wyg. | prz. | ratio | zdob.       | str.        | ratio       |
| --- | -------- | ----- | ------- | ------- | --- | ---- | ---- | ----- | ----------- | ----------- | ----------- |
| 1   | Holandia | 6     | 6 (2)   | 0 (0)   | 16  | 18   | 6    | 3.000 | 561         | 492         | 1.140       |
| 2   | Turcja   | 6     | 4 (0)   | 2 (1)   | 13  | 15   | 8    | 1.875 | 533         | 499         | 1.068       |
| 3   | Białoruś | 6     | 2 (1)   | 4 (1)   | 6   | 9    | 15   | 0.600 | 524         | 531         | 0.987       |
| 4   | Austria  | 6     | 0 (0)   | 6 (1)   | 1   | 5    | 18   | 0.278 | 466         | 562         | 0.829       |

Źródło: cev.lu
Punktacja: 3:0 i 3:1 – 3 pkt; 3:2 – 2 pkt; 2:3 – 1 pkt; 1:3 i 0:3 – 0 pkt
Zasady ustalania kolejności: 1. liczba zwycięstw; 2. liczba punktów; 3. stosunek setów; 4. stosunek małych punktów; 5. bilans w bezpośrednich meczach
     awans do Mistrzostw Europy 2017
     awans do baraży
Wyniki
I Turniej
 Yildirim Beyazit Sports Hall, Manisa/Turgutlu, Turcja
| Data  | Godz. | Drużyna 1 | Wynik | Drużyna 2 | 1     | 2     | 3     | 4     | 5    | Widzów | * |
| ----- | ----- | --------- | ----- | --------- | ----- | ----- | ----- | ----- | ---- | ------ | - |
| 15.09 | 17:00 | Austria   | 1:3   | Turcja    | 23:25 | 18:25 | 25:23 | 15:25 |      | 2450   | 1 |
| 15.09 | 20:00 | Białoruś  | 0:3   | Holandia  | 20:25 | 21:25 | 17:25 |       |      | 250    | 2 |
| 16.09 | 17:00 | Turcja    | 2:3   | Holandia  | 16:25 | 25:18 | 26:24 | 23:25 | 6:15 | 2500   | 3 |
| 16.09 | 20:00 | Austria   | 1:3   | Białoruś  | 17:25 | 19:25 | 25:23 | 21:25 |      | 200    | 4 |
| 17.09 | 17:00 | Turcja    | 3:0   | Białoruś  | 25:23 | 25:18 | 25:22 |       |      | 2500   | 5 |
| 17.09 | 20:00 | Holandia  | 3:1   | Austria   | 30:32 | 25:20 | 25:20 | 25:21 |      | 150    | 6 |

II Turniej
 Topsportcentrum de Koog, Koog aan de Zaan, Holandia
| Data  | Godz. | Drużyna 1 | Wynik | Drużyna 2 | 1     | 2     | 3     | 4     | 5     | Widzów | *  |
| ----- | ----- | --------- | ----- | --------- | ----- | ----- | ----- | ----- | ----- | ------ | -- |
| 23.09 | 17:00 | Turcja    | 3:1   | Białoruś  | 25:18 | 29:27 | 20:25 | 25:22 |       | 200    | 7  |
| 23.09 | 19:30 | Austria   | 0:3   | Holandia  | 17:25 | 11:25 | 24:26 |       |       | 753    | 8  |
| 24.09 | 17:00 | Białoruś  | 2:3   | Holandia  | 25:20 | 25:18 | 18:25 | 23:25 | 13:15 | 500    | 9  |
| 24.09 | 19:30 | Turcja    | 3:0   | Austria   | 25:18 | 26:24 | 25:19 |       |       | 150    | 10 |
| 25.09 | 15:30 | Holandia  | 3:1   | Turcja    | 19:25 | 25:22 | 26:24 | 25:18 |       | 1200   | 11 |
| 25.09 | 18:00 | Białoruś  | 3:2   | Austria   | 21:25 | 25:20 | 23:25 | 25:19 | 15:8  | 100    | 12 |

### Grupa F
Tabela
| Lp. | Drużyna            | Mecze | Mecze   | Mecze   | Pkt | Sety | Sety | Sety  | Małe punkty | Małe punkty | Małe punkty |
| Lp. | Drużyna            | M     | W (3:2) | P (2:3) | Pkt | wyg. | prz. | ratio | zdob.       | str.        | ratio       |
| --- | ------------------ | ----- | ------- | ------- | --- | ---- | ---- | ----- | ----------- | ----------- | ----------- |
| 1   | Czechy             | 6     | 5 (0)   | 1 (0)   | 15  | 15   | 5    | 3.000 | 479         | 426         | 1.124       |
| 2   | Estonia            | 6     | 3 (1)   | 3 (0)   | 8   | 11   | 12   | 0.917 | 515         | 515         | 1.000       |
| 3   | Macedonia Północna | 6     | 2 (0)   | 4 (1)   | 7   | 9    | 14   | 0.643 | 500         | 548         | 0.912       |
| 4   | Rumunia            | 6     | 2 (0)   | 4 (0)   | 6   | 9    | 13   | 0.692 | 509         | 514         | 0.990       |

Źródło: cev.lu
Punktacja: 3:0 i 3:1 – 3 pkt; 3:2 – 2 pkt; 2:3 – 1 pkt; 1:3 i 0:3 – 0 pkt
Zasady ustalania kolejności: 1. liczba zwycięstw; 2. liczba punktów; 3. stosunek setów; 4. stosunek małych punktów; 5. bilans w bezpośrednich meczach
     awans do Mistrzostw Europy 2017
     awans do baraży
Wyniki
I Turniej
 SalaI Polivlenta Oltenia, Krajowa, Rumunia
| Data  | Godz. | Drużyna 1          | Wynik | Drużyna 2          | 1     | 2     | 3     | 4     | 5     | Widzów | * |
| ----- | ----- | ------------------ | ----- | ------------------ | ----- | ----- | ----- | ----- | ----- | ------ | - |
| 15.09 | 17:00 | Estonia            | 0:3   | Czechy             | 20:25 | 19:25 | 14:25 |       |       | 200    | 1 |
| 15.09 | 19:45 | Rumunia            | 3:0   | Macedonia Północna | 25:21 | 25:14 | 25:12 |       |       | 800    | 2 |
| 16.09 | 17:00 | Czechy             | 3:1   | Macedonia Północna | 25:17 | 25:18 | 23:25 | 27:25 |       | 100    | 3 |
| 16.09 | 19:45 | Estonia            | 3:1   | Rumunia            | 19:25 | 28:26 | 25:18 | 25:23 |       | 800    | 4 |
| 17.09 | 17:00 | Macedonia Północna | 2:3   | Estonia            | 28:26 | 22:25 | 23:25 | 27:25 | 11:15 | 100    | 5 |
| 17.09 | 19:55 | Czechy             | 3:0   | Rumunia            | 25:13 | 25:19 | 25:21 |       |       | 900    | 6 |

II Turniej
 City Hall, Jablonec nad Nysą, Czechy
| Data  | Godz. | Drużyna 1          | Wynik | Drużyna 2          | 1     | 2     | 3     | 4     | 5 | Widzów | *  |
| ----- | ----- | ------------------ | ----- | ------------------ | ----- | ----- | ----- | ----- | - | ------ | -- |
| 23.09 | 15:00 | Rumunia            | 3:1   | Estonia            | 23:25 | 25:22 | 25:19 | 25:23 |   | 50     | 7  |
| 23.09 | 18:00 | Czechy             | 3:0   | Macedonia Północna | 25:19 | 26:24 | 25:22 |       |   | 900    | 8  |
| 24.09 | 15:00 | Estonia            | 1:3   | Macedonia Północna | 25:13 | 21:25 | 23:25 | 16:25 |   | 150    | 9  |
| 24.09 | 18:00 | Rumunia            | 1:3   | Czechy             | 22:25 | 29:31 | 25:21 | 21:25 |   | 1300   | 10 |
| 25.09 | 15:00 | Macedonia Północna | 3:1   | Rumunia            | 29:31 | 25:22 | 25:21 | 25:22 |   | 50     | 11 |
| 25.09 | 18:00 | Estonia            | 3:0   | Czechy             | 25:17 | 25:13 | 25:21 |       |   | 1200   | 12 |

## Trzecia runda – baraże

### I para
Yildirim Beyazit Sports Hall, Manisa/Turgutlu, Turcja
| Data | Godz. | Drużyna 1 | Wynik | Drużyna 2  | 1     | 2     | 3     | 4 | 5 | Widzów | * |
| ---- | ----- | --------- | ----- | ---------- | ----- | ----- | ----- | - | - | ------ | - |
| 2.10 | 16:00 | Turcja    | 3:0   | Portugalia | 28:26 | 25:14 | 25:22 |   |   | 2500   | 1 |

 Centro de Deportos e Congressos de Matosinhos, Matosinhos, Portugalia
| Data | Godz. | Drużyna 1  | Wynik | Drużyna 2 | 1     | 2     | 3     | 4     | 5     | Widzów | * |
| ---- | ----- | ---------- | ----- | --------- | ----- | ----- | ----- | ----- | ----- | ------ | - |
| 9.10 | 18:00 | Portugalia | 2:3   | Turcja    | 21:25 | 25:18 | 25:19 | 20:25 | 12:15 | 1500   | 2 |

### II para
Centro Insular de Deportes, Las Palmas de Gran Canaria, Hiszpania
| Data | Godz. | Drużyna 1 | Wynik | Drużyna 2 | 1     | 2     | 3     | 4 | 5 | Widzów | * |
| ---- | ----- | --------- | ----- | --------- | ----- | ----- | ----- | - | - | ------ | - |
| 1.10 | 19:00 | Hiszpania | 3:0   | Grecja    | 25:16 | 25:21 | 25:17 |   |   | 1100   | 1 |

 Kozani New Indoor Sporthall, Kozani, Grecja
| Data | Godz. | Drużyna 1 | Wynik | Drużyna 2 | 1     | 2     | 3     | 4     | 5     | Widzów | * |
| ---- | ----- | --------- | ----- | --------- | ----- | ----- | ----- | ----- | ----- | ------ | - |
| 8.10 | 19:00 | Grecja    | 3:2   | Hiszpania | 20:25 | 25:22 | 25:14 | 26:28 | 17:15 | 3300   | 2 |

### III para
Semigalskie Centrum Olimpijskie, Jełgawa, Łotwa
| Data | Godz. | Drużyna 1 | Wynik | Drużyna 2 | 1     | 2     | 3     | 4     | 5     | Widzów | * |
| ---- | ----- | --------- | ----- | --------- | ----- | ----- | ----- | ----- | ----- | ------ | - |
| 1.10 | 17:00 | Łotwa     | 2:3   | Estonia   | 17:25 | 25:16 | 19:25 | 25:22 | 12:15 | 2300   | 1 |

 Tondiraba Ice Hall, Tallin, Estonia
| Data | Godz. | Drużyna 1 | Wynik | Drużyna 2 | 1     | 2     | 3     | 4 | 5 | Widzów | * |
| ---- | ----- | --------- | ----- | --------- | ----- | ----- | ----- | - | - | ------ | - |
| 9.10 | 17:00 | Estonia   | 3:0   | Łotwa     | 25:20 | 25:19 | 25:16 |   |   | 5681   | 2 |